# Hit Mania 2014 Special Edition
Hit Mania Special Edition 2014 è una compilation di artisti vari facente parte della serie Hit Mania.
La compilation è mixata dal dj Mauro Miclini.
È stata pubblicata sia come confezione singola composta da due dischi, sia in versione cofanetto da quattro dischi, composto, oltre da Hit Mania Special Edition 2014, anche da Hit Mania Special Edition 2014 - Club Version, Street Art - Urban Sounds vol. 7 e Social Music App vol. 5.
La copertina è stata curata e progettata da Gorial.

## Tracce CD1
1. Clean Bandit – Extraordinary (feat. Sharna Bass)
2. Oliver Heldens & Becky Hill – Gecko (Overdrive)
3. Zhu – Faded
4. Mike Mago & Dragonette – Outlines
5. The Magician – Sunlight (feat. Years and Years)
6. Ayla – Wish I Was (Zwette Radio Edit)
7. Bingo Players – Knock You Out
8. Samuele Sartini & Ultra Naté – So Glamorous
9. Fedde Le Grand – Twisted
10. Spada – Feels Like Home (Red Velvet Dress) (feat. Hosie Neal)
11. Dirty Vegas – Setting Sun
12. I Am Oak – On Trees and Birds and Fire (Sam Feldt & Bloombox Rmx Edit)
13. Crystal Fighters – Love Alight (Rmx Edition)
14. Cedric Gervais – Through The Night (feat. Coco)
15. Moguai, Dimitri Vegas & Like Mike – Body Talk (feat. Julian Perretta)
16. Xoxo – And I Love Him (feat. Bellanova)
17. Cesare Cremonini – GreyGoose
18. Cris Cab – Loves Me Not
19. Marlon Roudette – When The Beat Drops Out
20. Ozark Henry – We are Incurable Romantics (feat. Elisa)
21. Raige – Ulisse
22. Charlie Winston – Hello Alone
23. James Blunt – Postcards
24. Tove Lo – Habits (Stay High) (Hippie Sabotage Rmx)

## Tracce CD2
1. Alex Noiss – Seduction
2. Andrew Steel & Tempi Duri – From Italy With Love
3. Beppe Marini vs RLM – Pattaya
4. Masullo & Zeroone – Drop The Bass
5. Firstlight feat. Simson – Surrender
6. Carino Alessandro vs Cicco DJ – Before We're Gone
7. Claudio Poiazzi – Harmonic Love
8. DJ Gargiulo feat. John Vaccaro – Direction Love
9. Domy Pirelli feat. Endless – Beija Me (Sax Mix)
10. Steven May & Dream Funker – Feel The Beat
11. Josef Meloni vs Tommyland feat. Martha – The Days
12. Firstlight & Simson vs Zeroone – Everything You Grab (Reworked Radio Edit)
13. Zeroone – Get It Tonight
14. Sicilian House – This Right
15. Old Cost Project – No Credit Cards
16. Jumper Nox feat. Gaia F. – Dreamers
17. DJ Carmixer – Angel Cry (Glaukor Remix)
18. Chris Oldman feat. Vincent Parker – More Freedom
19. Laura Paternostro feat. Tony Zecchi – Respect
20. Max Millan feat. Felipe Romero & Shalini Varghese – Heaven (Milano & Eric Pinatto Remix)
21. Domy Pirelli – Daydreaming
22. Stefano La Mendola – Passerà La Notte